# 陳大齊
陳大齊（1887年8月22日—1983年1月8日），字百年，浙江省海鹽縣人，中国心理学家、政治人物，中國國民黨籍。專長普通心理學，是中國現代心理學的先驅。曾任北京大學代理校長、國立政治大學校長、考試院秘書長、考選委員會委員長等職。

## 生平
少時在海鹽尚書廳徐氏家塾就讀，後至上海廣方言館習英文。1903年(清光緒二十九年)留學日本，先考取仙台第二高等學校，後入讀日本東京帝國大學文科哲學門，專攻心理學，獲文學士學位。
回國後，1912年（民國元年）任浙江高等學校校長，兼浙江私立法政專門學校教授。
1913年春任北京政法專門學校預科教授。
1914年起任北京大學心理學教授，1921年赴德國柏林大學研究西洋哲學，1922年回國後任北京大學哲學系主任、心理學系主任。
1925年與胡適等人發起成立哲學研究會。
1927年任北京大學教務長兼北京師範大學教授。
1928年11月任國民政府考試院秘書長。
1930年8月，代理北京大學校長。深受蔡元培的賞識和重用。
1931年，辭去北京大學代理校長職,重任考試院秘書長。
1932年冬，任考試院考選委員會副委員長。
1934年冬，任考試委員會委員長。
1948年6月，卸考選委員會委員長職，轉任中華民國總統府國策顧問。
1949年，到台灣協助蘇薌雨創建國立台灣大學心理學系，任台灣大學文學院、台灣省立師範學院教育系教授。
1952年，當選中國國民黨中央評議委員。
1954年11月，任國立政治大學在台復校後首任校長。
1959年，卸任政大校長改任教授。
1960年，任中華民國孔孟學會首屆理事長。
1961年秋，香港大學授予名譽文學博士學位。
1983年1月，因肺氣腫發作病故於台北宏恩醫院。於臺北市立殯儀館舉行公祭，由蔣經國題頒「碩學清徽」輓聯、嚴家淦主祭。公祭後，安葬於臺北市六張犁福樂墓園。

## 研究和著作
早在1917年，他就在北京大學創建了中國第一個心理學實驗室。
為哲學系學生開設心理學課程和心理學實驗，並發表《北京高小女生道德意識之調查》和《現代心理學》(學術講演)等文。
1918年出版《心理學大綱》，這是中國最早的心理學教材之一。
《迷信與心理》則以現代心理學武器駁斥迷信及當時流行的“靈學”，倡導科學。以後學術活動轉向邏輯學(理則學)領域，廣泛研究中外各學派的學術思想，並以現代科學方法解析孔孟和荀子的學說。
他還系統介紹了當時西方心理學的主要領域，如普通心理學、生理心理學、實驗心理學、變態心理學、差異心理學、兒童心理學、動物心理學、民族心理學等。他在理論心理和實驗心理上的開拓，是中國現代心理科學建立的基礎之一。晚年曾對實用邏輯學、印度因明、中國名學及有關孔孟思想進行探索性研究。
重要論文還有《闢“靈學”》、《心靈現象論》、《民族心理學的意義》、《兒童的被暗示性》、《德國心理學派略說》和《荀子的心理學說》等。早年譯著有《審判心理學大意》（德，馬勃原著）、《兒童心理學》（德，高伍柏原著）。

## 轶事

### 國立臺灣大學候任校長
國民政府接收台灣的行政長官陳儀在重慶已談妥國民政府考試院考選委員會簡任專門委員許壽裳任台北帝國大學接收后的校長，並多次向中央提報。
許壽裳身為魯迅密友而被國府當局猜忌，掌控教育體系的陳立夫和朱家驊另派了抗戰時考試院考選委員會許的領導陳大齊。
派陳的用意在壓制許和擁許勢力，陳大齊和許壽裳都是北大同人、蔡元培同鄉（浙江人）小友和部屬（許曾任蔡的秘書長和秘書處主任），都留日，陳大齊學歷、政治資歷較高（東京帝大畢業、曾代理北大校長，抗戰時原任考試院考選委員會委員長，專門委員是輔助委員長的高級幕僚）。
陳大齊害怕陳儀報復，沒有就任，朱家驊派羅宗洛代理，羅被陳儀多方刁難，受不了而辭職。（〈羅宗洛回憶錄〉，收在《羅宗洛校長與臺大相關史料集》）

## 紀念

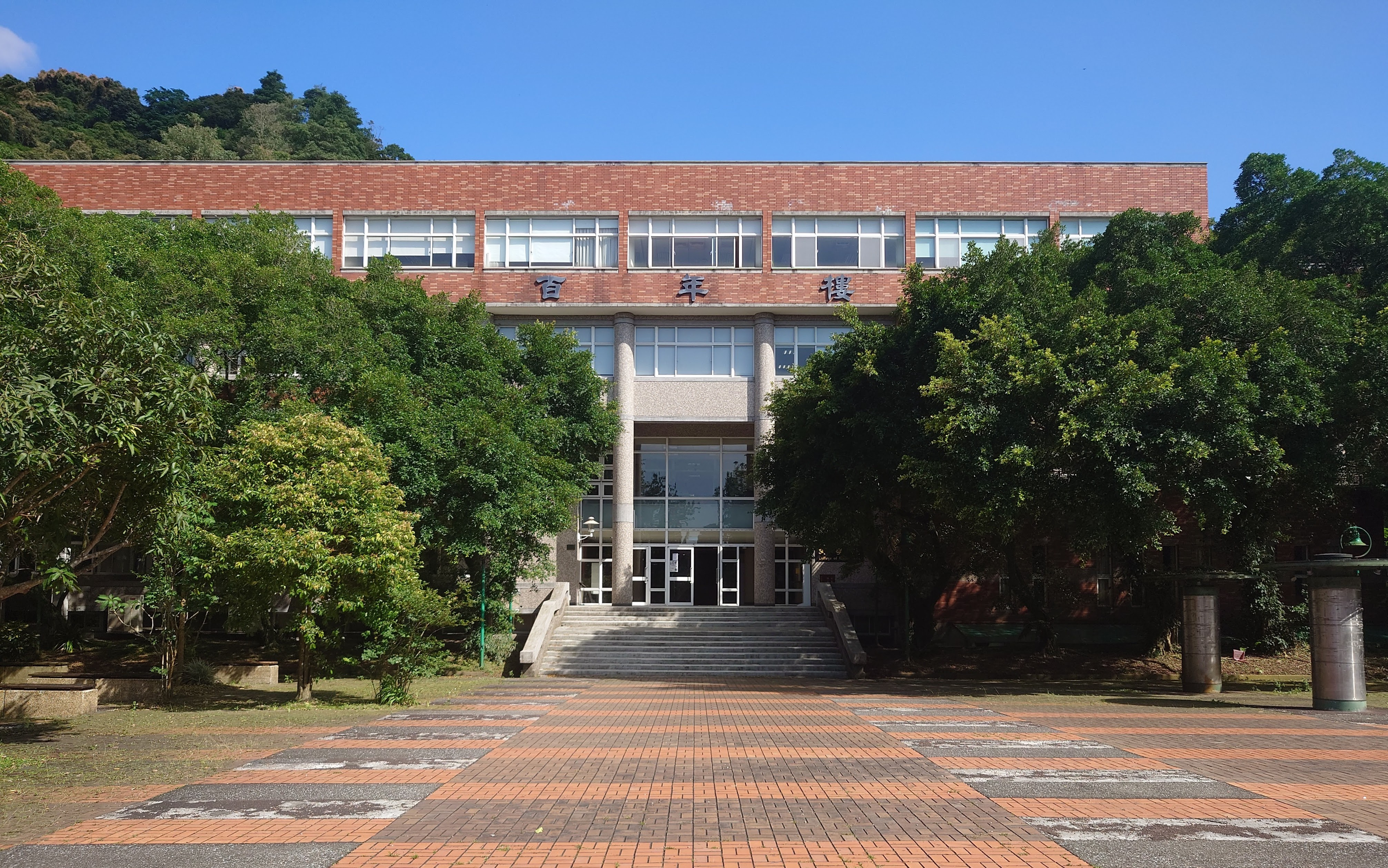
政大文學院百年樓

國立政治大學的百年樓（民國70~80年代（1980年代）興建，今為文學院院館）紀念這位政大在臺復校後的首任校長。

## 連結
- 陳大齊校長數位展覽

| 教育職務          | 教育職務                                                                | 教育職務                   |
| 學術機關職務      | 學術機關職務                                                            | 學術機關職務               |
| ----------------- | ----------------------------------------------------------------------- | -------------------------- |
| 國立北京大學      |                                                                         |                            |
| 前任： 李煜瀛     | 國立北京大學校長 代理 1929年                                            | 繼任： 蔡元培              |
| 前任： 陶履恭     | 国立北京大学哲学系主任 1919年3月—1919年11月                             | 繼任： 蒋梦麟              |
| 前任： 陶履恭     | 国立北京大学哲学系主任 1923年3月—1926年4月                              | 繼任： 徐旭生              |
| 國立臺灣大學      |                                                                         |                            |
| 前任： 許壽裳候任 | 國立臺灣大學候任校長 候任 1945年                                        | 繼任： 羅宗洛代理 （首任） |
| 國立政治大學      |                                                                         |                            |
| 前任： 楊希震     | 國立政治大學校長 代理 1954年11月20日 - 1955年4月1日                     | 真除                       |
| 代理校長          | 國立政治大學校長 第四任 在臺復校後首任校長 1955年4月1日 - 1959年8月11日 | 繼任： 劉季洪              |